# Estación de Serón
Serón fue una estación de ferrocarril que existió en el municipio español de Serón, en la provincia de Almería, perteneciente al desaparecido ferrocarril del Almanzora. Históricamente, la estación tuvo una cierta importancia debido a la existencia de una reserva de locomotoras y a sus funciones como cargadero de mineral. Sus instalaciones estuvieron operativas entre 1894 y 1985, siendo clausuradas en este último año junto a buena parte de la línea Guadix-Almendricos.
En la actualidad el antiguo recinto ferroviario ha sido rehabilitado para otros usos.

## Historia
La estación entró en servicio en 1894 tras la finalización de los tramos Purchena-Serón y Serón-Baza de la línea Lorca-Baza, cuyas obras corrieron a cargo de la británica Great Southern of Spain Railway Company. El origen de este ferrocarril se encontraba en el deseo de dar salida al mineral de hierro que se extraía de las minas del Alto Almanzora, cuyos principales yacimientos estaban en Serón, Bacares y Bayarque. La propia Serón constituía un importante centro minero.
En 1941, tras la nacionalización de los ferrocarriles de ancho ibérico, las instalaciones pasaron a formar parte de la recién creada RENFE. Con el paso de los años en torno a la estación se fue formando un núcleo poblacional, dependiente del municipio de Serón, que para 1950 tenía un censo de 130 habitantes. Según los documentos de RENFE de la época, Serón estaba ligeramente asociada a la estación de Fines-Olula en el tráfico de mercancías.
En 1984 el Ministerio de Transportes y RENFE acordaron el cierre de aquellas líneas férreas consideradas altamente deficitarias, entre las que se encontraba el ferrocarril del Almanzora. El 31 de diciembre de 1984 pasó el último tren por Serón. Al día siguiente se clausuró al tráfico la línea comprendida entre Guadix y Almendricos, lo que también supuso la clausura de la estación. Durante los siguientes años las instalaciones quedaron abandonadas y sin uso.

### Uso actual
En el año 2000 se desmanteló parcialmente la estación de Serón, dejándose algunas de la antaño espaciosa playa de vías. Aunque antiguas instalaciones como el depósito de agua han desaparecido, se mantienen intactos el edificio de viajeros, el muelle de carga, el edificio-depósito de locomotoras, los andenes, etc. En 2007 se realizaron diversas obras de restauración y rehabilitación para integrar la antigua estación en la «Vía Verde del Hierro». En la actualidad el edificio de viajeros ejerce como restaurante.

## Instalaciones ferroviarias

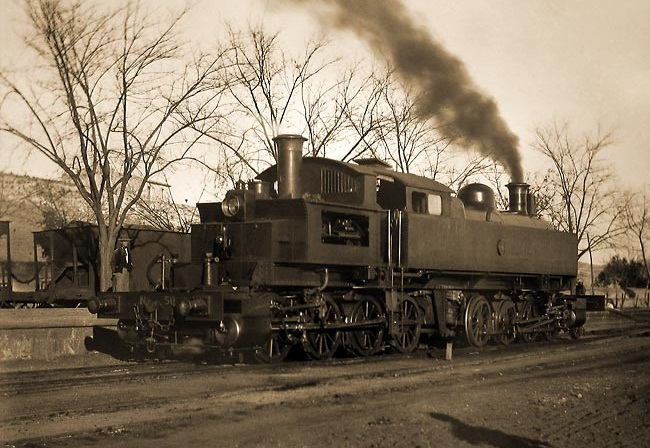
La locomotora Kitson-Meyer n.º 50 del ferrocarril Lorca-Baza-Águilas en la estación de Serón, en 1908.

El complejo ferroviario de Serón contaba con un edificio de viajeros, aseos-letrinas, muelle de carga, almacén de mercancías, báscula, gálibo, casetas de paso a nivel, cocheras para trenes, plataforma giratoria para trenes, depósito de agua y cargadero de mineral.